# Battaglia di Rieti-Antrodoco
La battaglia di Rieti-Antrodoco (nota anche come battaglia di Antrodoco, battaglia di Colle di Lesta e battaglia di Rieti) fu combattuta nel corso dei moti rivoluzionari del 1820-1821. È considerata la prima battaglia del Risorgimento italiano.
Si svolse tra il 7 e il 10 marzo 1821 in una zona compresa tra Rieti e le Gole di Antrodoco, e vide contrapposte le forze austriache comandate dal generale Frimont e gli insorti napoletani del generale Guglielmo Pepe.

## Contesto
L'insurrezione militare scoppiata nell'esercito del Regno delle Due Sicilie spinse Ferdinando I ad instaurare un governo di stampo costituzionale. L'Austria, garante dell'equilibrio della Restaurazione, decise di intervenire militarmente, a seguito della richiesta fatta da re Ferdinando al Congresso di Lubiana, per reprimere i moti insurrezionali. Le truppe austriache erano guidate dal generale Frimont.

## Svolgimento

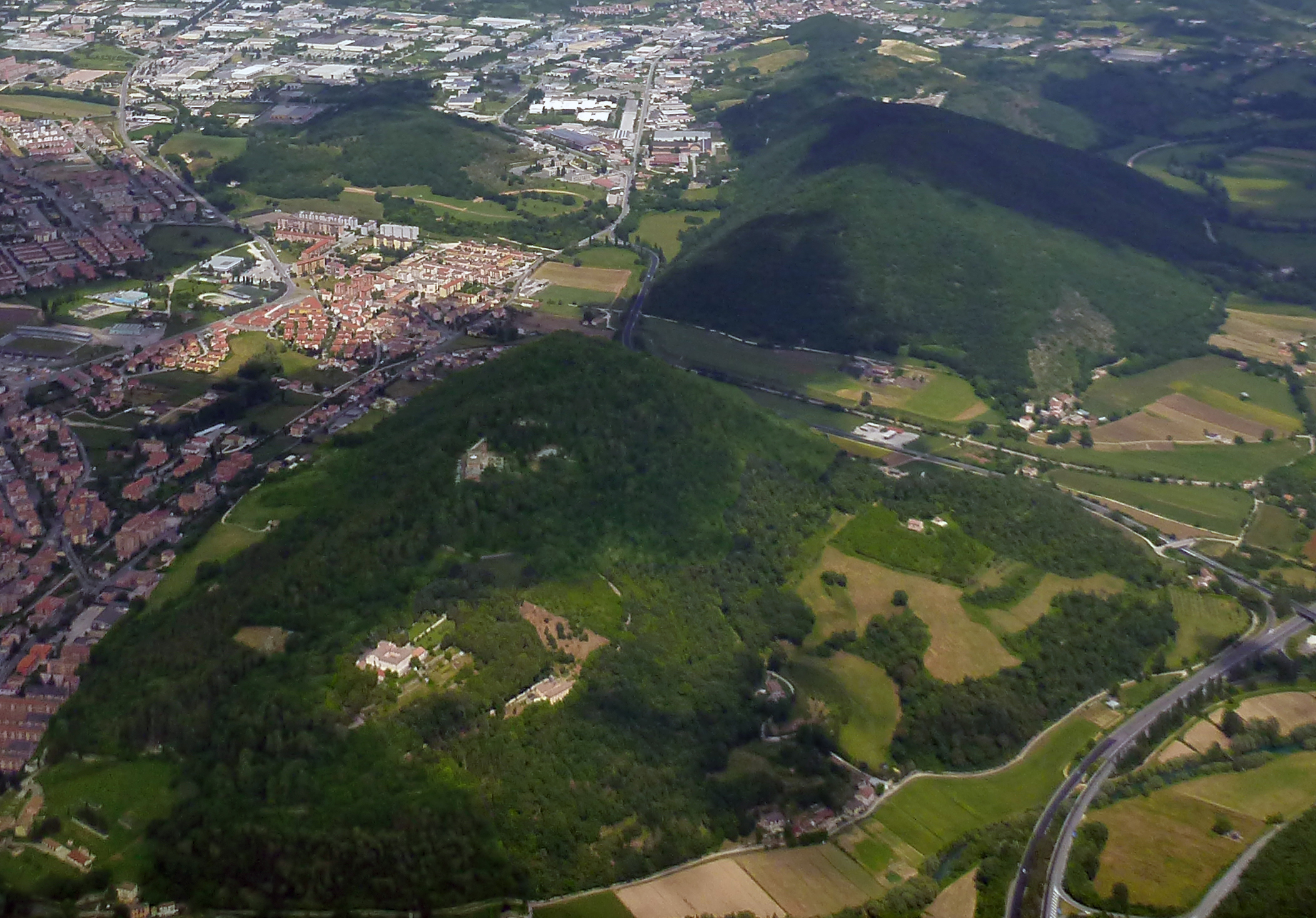
I colli di Lesta (in alto a destra) e di San Mauro o dei cappuccini (in basso), poco fuori Rieti, dove si consumò una parte della battaglia

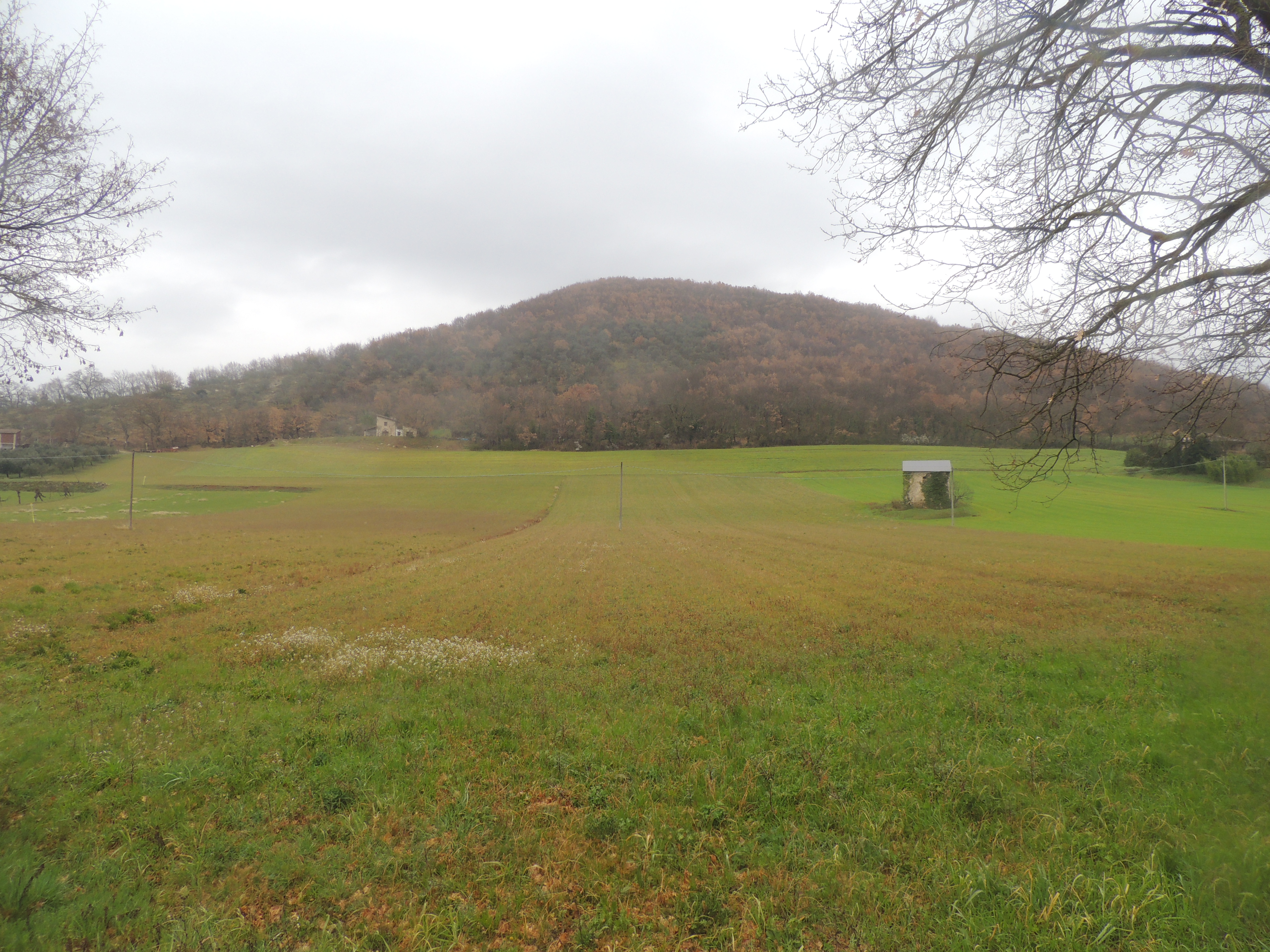
Colle Lesta frontale da Casale Stoli, Rieti

Secondo la relazione del generale Pepe, questi dislocò le sue forze sul terreno in questo ordine: la brigata del generale Verdenois (composta da cinque battaglioni) ad Ascoli; due battaglioni al comando del tenente colonnello Pisa, a guardia di alcuni passi di montagna tra Arquata e Visso; tra Leonessa e Piediluco tre battaglioni del colonnello Liguori; mentre il colonnello Manthoné, con due battaglioni presidiava Tagliacozzo. I generali Montemaior e Russo, assieme al colonnello Casella, con tre brigate per complessivi otto battaglioni di linea, duecento cavalli, due compagnie di zappatori e quattordici battaglioni di guardie nazionali, a Rieti. 

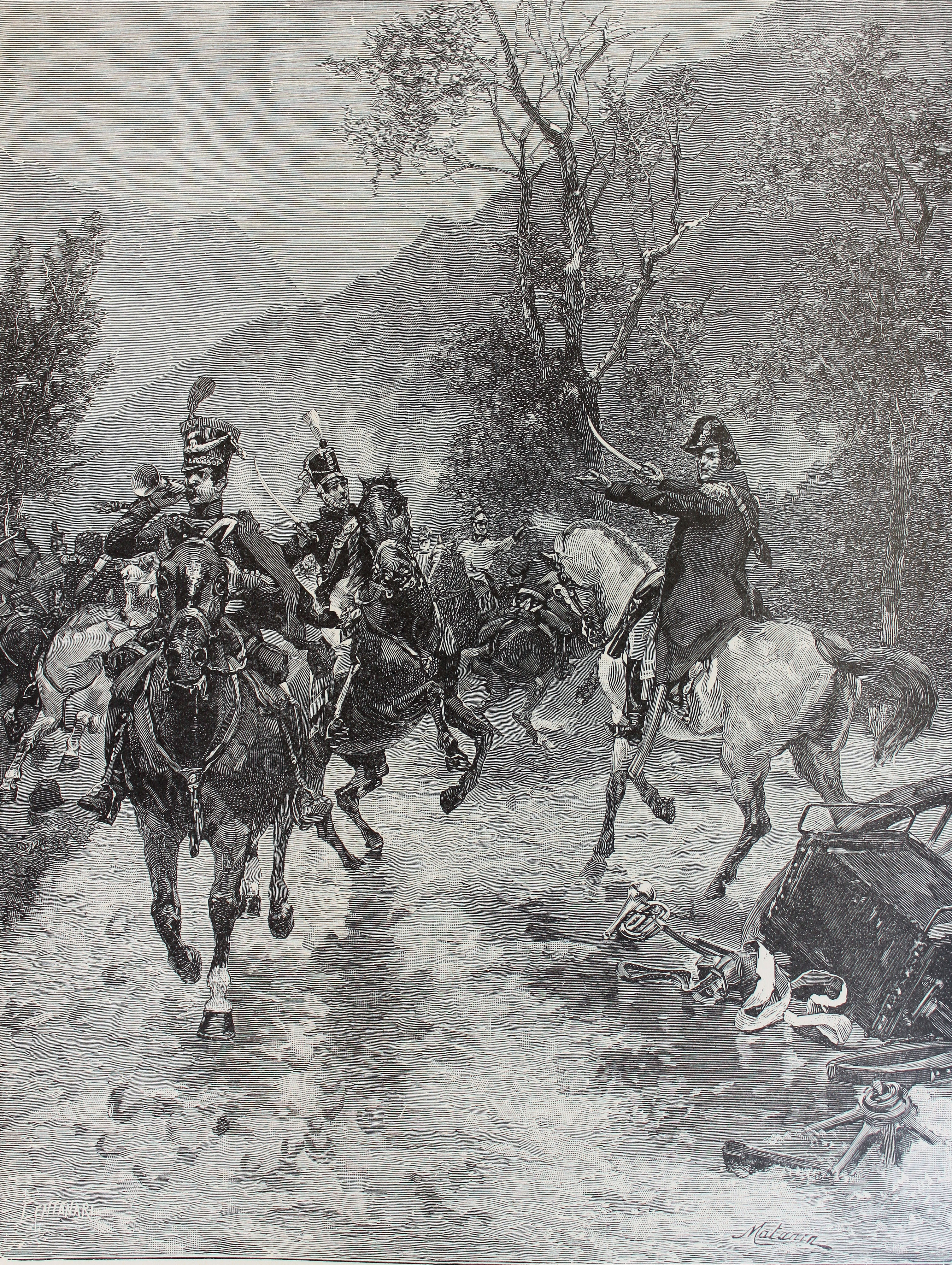
Guglielmo Pepe nelle Gole di Antrodoco, illustrazione di Edoardo Matania

Il 6 marzo Pepe diede istruzioni al generale Montemaior, al comando di una brigata, di provocare all'alba del 7 gli Austriaci presenti a Rieti per indurli ad inseguirlo, ma senza lasciarsi agganciare, per portarli a tiro del resto del corpo d'armata. Montemaior però ritardò l'operazione fino alle 10 del mattino, dando la possibilità agli Austriaci di far giungere rinforzi dai dintorni di Rieti, e la cavalleria austriaca attaccò con diverse cariche i fanti sotto il comando del generale Montemaior; questi però si avvalsero delle pieghe del terreno e della vegetazione (vigneti e alberi) per costringerli a rompere la formazione, ed a non potersi giovare della potenza che sarebbe derivata da una carica a ranghi serrati, respingendoli con perdite. Stessa sorte toccò alla fanteria tirolese ed alla fanteria leggera che era stata inviata all'attacco. Dopo quattro ore di combattimenti, il generale Pepe cercò di occupare i Colli dell'Annunziata inviandovi due battaglioni di linea, solo per accorgersi poco dopo che anche gli Austriaci avevano fatto la stessa mossa, ma con otto battaglioni di fanteria ed altrettanti squadroni di cavalleria. Non potendo inviare i rinforzi, ordinò la ritirata, inizialmente coperta dalla sua artiglieria e svoltasi con ordine nonostante la pressione austriaca, ma ad un certo punto le truppe si sfaldarono iniziando a sparpagliarsi, e solo inviando ufficiali esperti ad Antrodoco si riuscì ad ottenere un certo ordine che fermò il ripiegamento. Il giorno dopo però, buona parte dei reparti si sbandò e solo pochi battaglioni di fanteria, e trecento cavalieri rimasero a fronteggiare gli Austriaci, tanto che il 10 le forze rimanenti in Antrodoco ripiegarono verso la salvezza delle montagne.

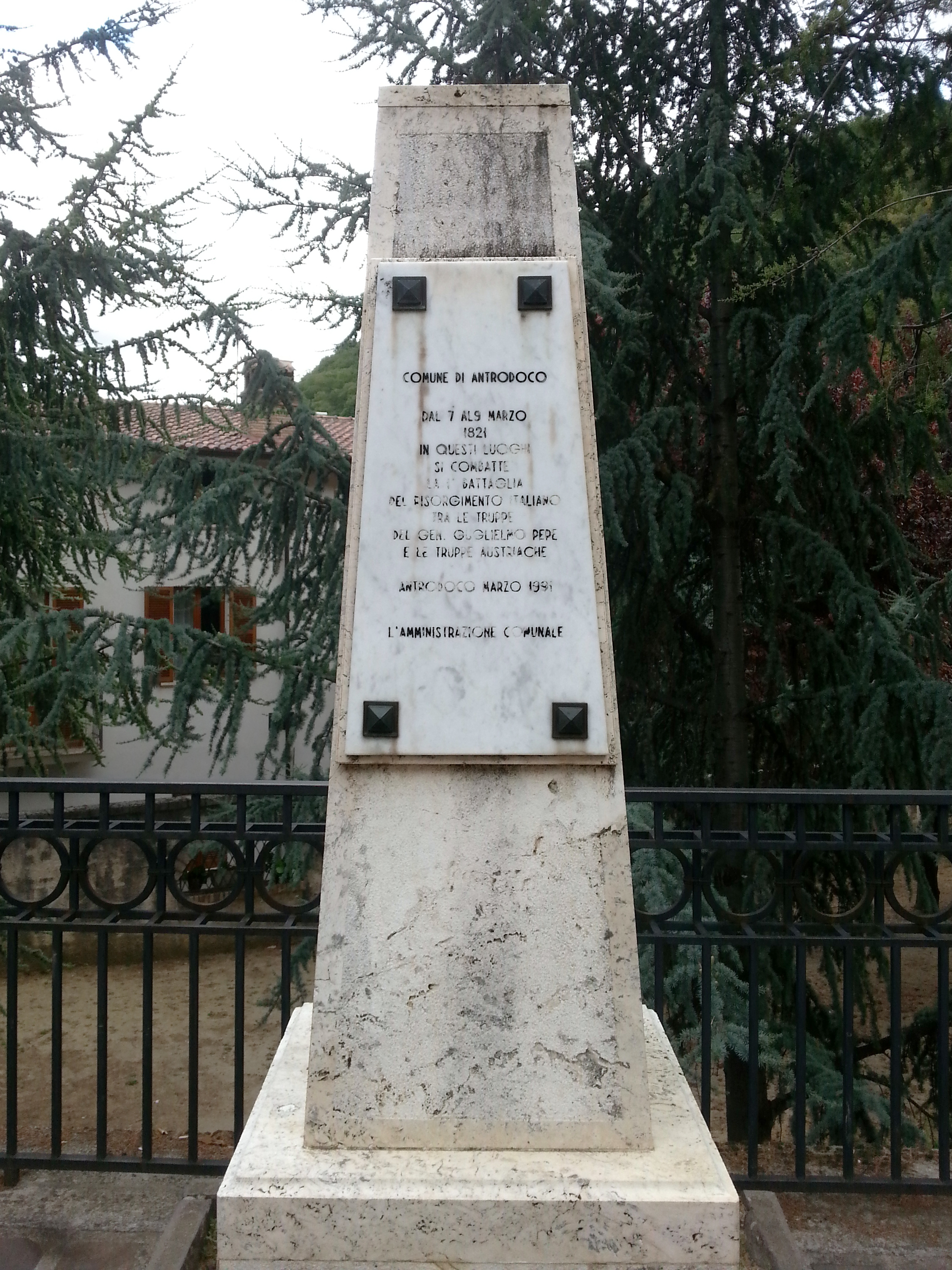
Monumento che commemora la battaglia, posto ad Antrodoco nel 1991

Secondo gli Austriaci, 52 000 uomini avevano passato il Po, inquadrati in cinque divisioni, quattro delle quali attaccarono l'Abruzzo. Pertanto, quella che Pepe intendeva attaccare era solo l'avanguardia austriaca, comandata dal tenente generale conte di Wallmoden. I 14 530 soldati di questa divisione erano divisi in due brigate, la prima delle quali comandata dal generale di brigata Geppert, con 5 500 fanti e 500 cavalieri di stanza a Rieti; l'altra invece, di circa 6 000 uomini, era comandata dal generale di brigata Villata, e dotata anche di dodici cannoni (due batterie), e presidiava la contrada di case Vincentini, posta tra Terria e Montisola; la distanza tra le due brigate era di soli 4 o 5 chilometri per cui un'azione di sorpresa avrebbe potuto colpirne una prima che la seconda avesse avuto il tempo di ricongiungersi, in stile napoleonico, ma il ritardo di Montemaior vanificò la tattica di Pepe. Anche la successiva azione di Montemaior fu lenta e poco incisiva nonostante la superiorità numerica della quale godeva con i suoi 7 000 uomini, per cui gli Austriaci poterono tranquillamente rinforzare le altre posizioni con l'avanzata contemporanea di quattro colonne che alla fine riuscirono a penetrare il fronte italiano scongiurando l'azione avvolgente che Pepe aveva progettato ed imponendo il ripiegamento generale. Le defezioni dei giorni successivi fecero il resto, e nonostante una tenace resistenza delle forze rimaste la superiorità numerica degli Austriaci si impose.

## Conseguenze
In virtù della vittoria conseguita, il re di Napoli Ferdinando I nominò il generale Frimont Principe di Antrodoco.